# Operation Serval
Operation Serval (fransk: Opération Serval) er en igangværende fransk militær operation i Mali mod bevæbnede grupper af islamister, nogle af dem med tilknytning til al-Qaeda som tog kontrol over det nordlige Mali i april 2012. Operationen er navngivet efter det afrikanske medlem af kattefamilien serval.
FN's Sikkerhedsråds resolution 2085 bemyndigede den 20. december 2012 at indsætte en afrikansk-ledet mission i et år mod det den kalder "terrorgrupper og kriminelle grupper" for at støtte nationale myndigheders bestræbelser på at generhverve nord. I resolutionen betegner Sikkerhedsrådet situationen som en "krise", men anfører at Tiéman Hubert Coulibaly, Malis udenrigsminister, beskriver FN-beslutningen som et historisk skridt, der bekræfter det internationale samfunds indsats for at bekæmpe terrorisme og organiseret kriminalitet.

## Baggrund
Der eksisterer en strategisk alliance mellem kriminele netværk og terrorgrupper, som har konvergerende interesser: Det kriminelle netværk får gavn af voldelige aktioner begået af terrorister og/eller oprørsgrupper, mens sidstnævnte drager fordel af de midler, der genereres af Det kriminelle netværk. AQIM terrorgrupper bruger narkohandlere for at få våben, ammunition og andet lignende udstyr, såsom 4x4 køretøjer, kommunikationsværktøjer (GPS og satellittelefoner) for at udføre deres aktiviteter.
Efter Borgenkrigen i Libyen 2011 dannede tuaregere som havde kæmpet i Libyens hær bevægelsen Den nationale bevægelse for befrielse af Azawad (NMLA). De indledte i januar 2012 et oprør mod Malis regering. I april 2012 sagde MNLA at de havde opnået deres mål og stoppede deres offensiv idet de erklærede Azawad en selvstændig stat.
Men senere i juni kom MNLA i konflikt med de islamistiske grupper Ansar Dine og Bevægelsen for enhed og jihad i Vestafrika (MOJWA) efter at islamisterne begyndte at indføre sharialove i Azawad. I de efterfølgende måneder blev MNLA fordrevet af Ansar Dine og MOJWA fra store dele af området. Ansar Dine og MOJWA har forbindelser til Al-Qaeda-gruppen Al-Qaeda i det islamiske Maghreb (AQIM) som kæmper i Algeriet for et islamistisk Maghreb.